# Aéroport de Nemiscau
L'aéroport de Nemiscau est un aéroport situé à 7,4 km au sud-est de Nemaska dans le Nord-du-Québec au Canada. En fait, il est situé au kilomètre 294 sur la route du Nord. Il a été construit et est exploité par Hydro-Québec afin de desservir leurs postes électriques de Nemiscau et d'Albanel. Air Creebec y effectue des vols réguliers à la discrétion d'Hydro-Québec.

## Compagnies et destinations
| Compagnies  | Destinations                                     |
| ----------- | ------------------------------------------------ |
| Air Creebec | Chibougamau, Chisasibi, Montréal (P.-E.-Trudeau) |

Édité le 18/10/2024

## Annexe